# Strada statale 624 Palermo-Sciacca
La strada statale 624 Palermo-Sciacca (SS 624) è una strada statale italiana che si sviluppa in Sicilia.

## Storia
La parte terminale dell'arteria tra Portella Misilbesi e l'innesto con la strada statale 115 Sud Occidentale Sicula di 10,447 km costituiva l'itinerario della strada statale 188 dir/B Centro Occidentale Sicula sin dal 1953.
Con il decreto del Ministro dei Lavori Pubblici n. 2312 del 16 marzo 1989 la strada viene classificata come statale mutuando il percorso dalla strada di grande comunicazione Palermo-Sciacca e dalla strada statale 188 dir/B Centro Occidentale Sicula con i seguenti capisaldi di itinerario: "Innesto circonvallazione di Palermo - svincolo di Altofonte - svincolo di S. Cipirello - Portella Misilbesi - innesto strada statale n. 115 al bivio di S. Bartolo presso Sciacca".

## Descrizione
Si tratta di una arteria stradale lunga quasi 83 chilometri che ha inizio nel centro abitato di Palermo, in uscita da via Ernesto Basile, in esatta prossimità del cavalcavia che sovrasta viale della Regione Siciliana sud-est e termina confluendo con la strada statale 115 Sud Occidentale Sicula che collega altresì le città di Trapani e Siracusa lungo la costa mediterranea e ionica della Sicilia, non lontano dalla località Sciacca.
Un'importante caratteristica della strada statale 624 è che non attraversa alcun centro abitato, cosa che contribuisce a conferirle il termine di strada di scorrimento veloce. Malgrado la sua denominazione di Palermo-Sciacca, la strada non termina affatto nel centro abitato di Sciacca bensì a circa 7 km da essa sulla strada statale 115. Inoltre si nota la totale assenza di passaggi a livello e di gallerie.

### Tabella percorso

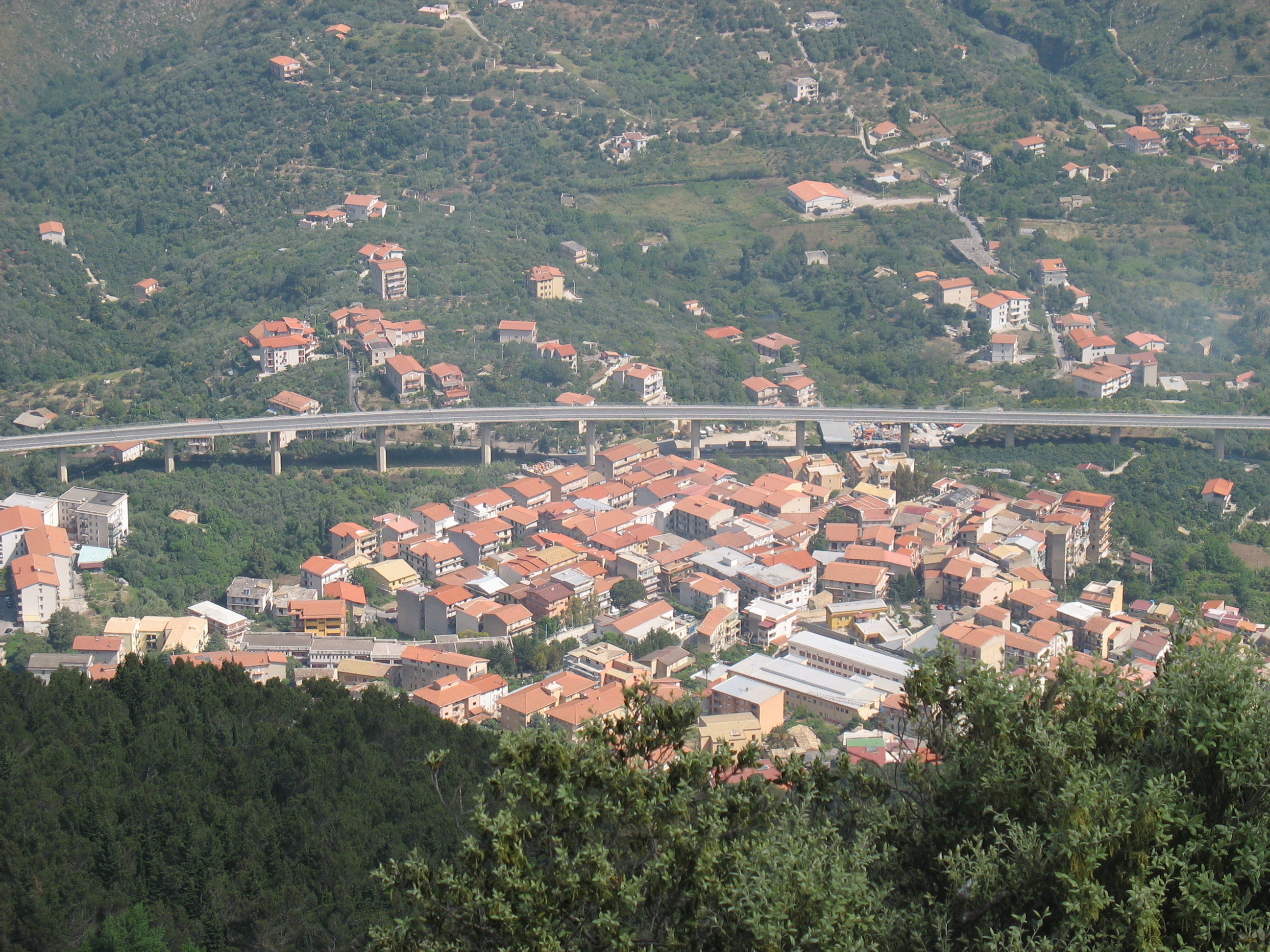
Un viadotto della statale passante sopra Altofonte

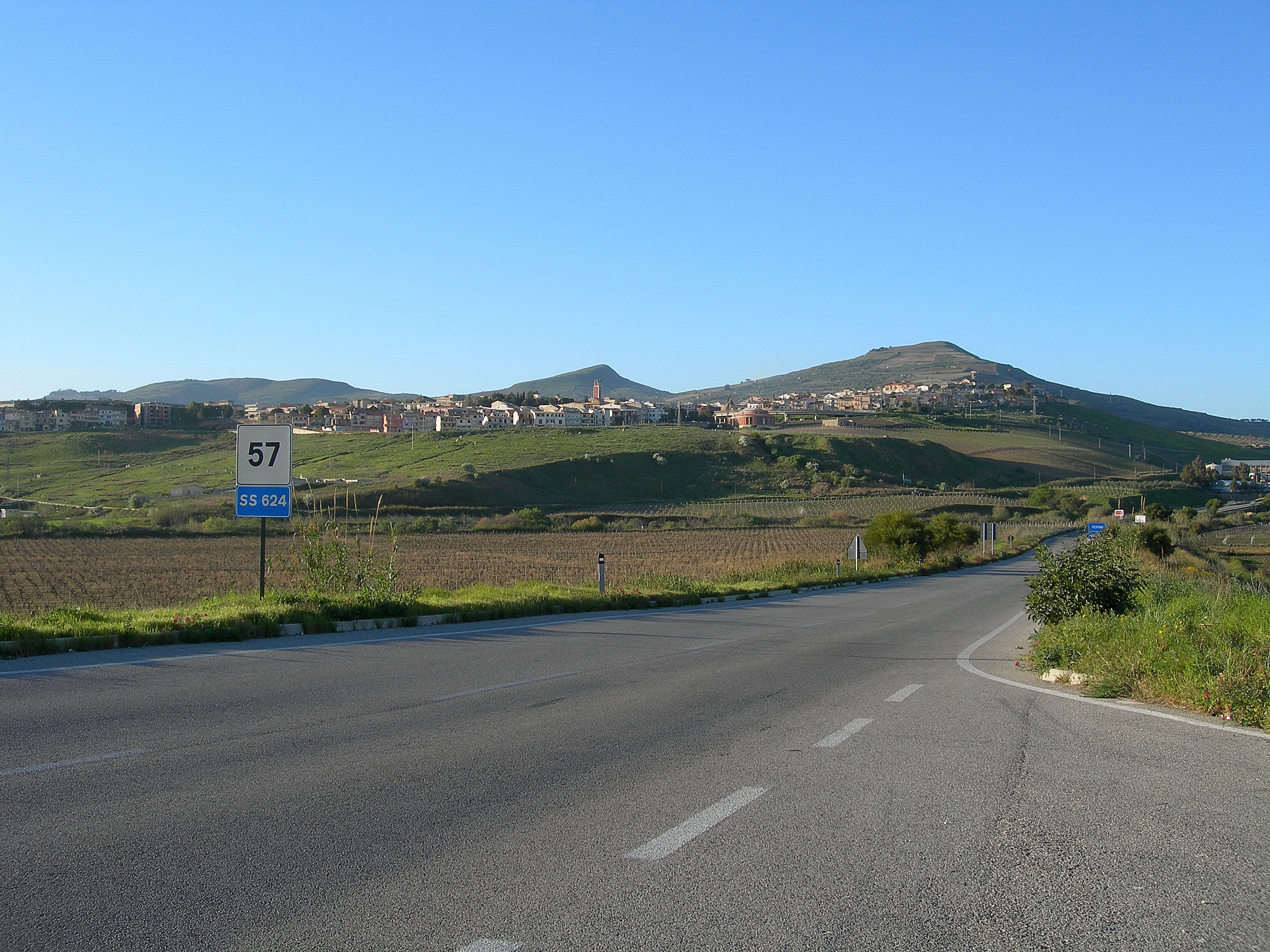
Un tratto della SS 624 nei pressi di Poggioreale

| Palermo-Sciacca |                                                        |      |           |
| Tipo            | Indicazione                                            | ↓km↓ | Provincia |
|                 | Circonvallazione di Palermo Palermo Via Ernesto Basile | 0,0  | PA        |
|                 | Fiume Oreto                                            | 2,2  | PA        |
|                 | per Altofonte                                          | 5,1  | PA        |
|                 | per Giacalone, SS 186                                  | 14,8 | PA        |
|                 | Portella della Paglia                                  | 16,5 | PA        |
|                 | per Piana degli Albanesi                               | 20,2 | PA        |
|                 | San Giuseppe Jato                                      | 23,3 | PA        |
|                 | San Cipirello per Partinico                            | 27,4 | PA        |
|                 | per Camporeale, Grisì                                  | 34,1 | PA        |
|                 | per Roccamena                                          | 37,1 | PA        |
|                 | per Contrada Vallefondi                                | 38,6 | PA        |
|                 | bis per Roccamena                                      | 41,6 | PA        |
|                 | per Camporeale per Roccamena                           | 44,1 | PA        |
|                 | bis per Contrada Ravanusa                              | 47,7 | PA        |
|                 | per SS 119                                             | 50,7 | TP        |
|                 | per Poggioreale, Salaparuta                            | 55,4 | TP        |
|                 | Fiume Belice                                           | 56,4 | TP        |
|                 | per Contrada Cavallaro                                 | 59,0 | PA        |
|                 | Viabilità complanare                                   | 60,0 | PA        |
|                 | per Santa Margherita di Belice, Contessa Entellina     | 64,2 | AG        |
|                 | per Santa Margherita di Belice per Sambuca di Sicilia  | 66,7 | AG        |
|                 | Centro Occidentale Sicula                              | 70,6 | AG        |
|                 | Centro Occidentale Sicula per Menfi                    | 71,9 | AG        |
|                 | per Menfi                                              | 78,8 | AG        |
|                 | Sud Occidentale Sicula                                 | 82,6 | AG        |